# Alexander Ankwab

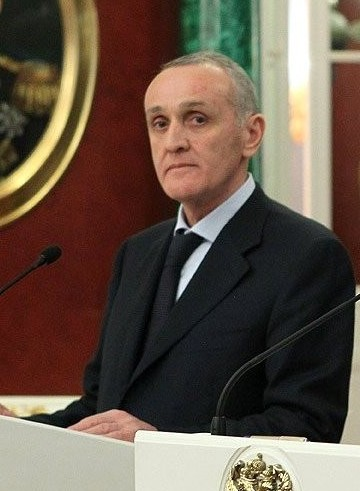
Alexander Ankwab im Oktober 2011

Alexander Solotinskowitsch Ankwab (abchasisch Алықьсандр Золотинска-иҧа Анқәаб / Alyqsandr Anqwab; russisch Александр Золотинскович Анкваб; * 26. Dezember 1952 in Suchumi) ist ein Politiker der international nur von wenigen Staaten anerkannten Republik Abchasien. Von Mai 2011 bis Mai 2014 war er Präsident Abchasiens und seit dem 24. April 2020 war er Ministerpräsident seines Landes. Er trat am 19. November 2024 zurück.

## Leben und Karriere
Ankwab schloss ein Studium der Rechtswissenschaft an der Staatlichen Universität Rostow in Rostow am Don in Russland ab. Anschließend arbeitete er mehrere Jahre als Funktionär der kommunistischen Jugendorganisation Komsomol. 1975 bis 1981 war er Mitarbeiter im Justizministerium der Abchasischen ASSR. 1981 wurde er Präsidiumsmitglied der Kommunistischen Partei in Georgien. 1984 bis 1990 war er stellvertretender Innenminister der Georgischen SSR in Tiflis.
Nach dem Ende der Sowjetunion wurde Ankwab 1991 Mitglied des abchasischen Obersten Sowjets. Während des Krieges mit Georgien von 1992 bis 1993 war er Innenminister Abchasiens. In dieser Rolle organisierte Ankwab unter anderem Gefangenenaustäusche mit Georgien. Es kam schließlich zu einem Konflikt zwischen Ankwab und dem abchasischen Präsidenten Wladislaw Ardsinba. 1994 verließ Ankwab Abchasien und lebte bis 2000 in Moskau, wo er sich als Geschäftsmann und Unternehmer betätigte.
2000 kehrte er in die abchasische Politik zurück. Er gründete die Oppositionspartei Aitaira (dt. Wiedergeburt), wurde ihr Vorsitzender. Im August 2004 kündigte er an, sich als Kandidat um die abchasische Präsidentschaft zu bewerben. Wegen mangelnder abchasischer Sprachkenntnisse und seines langen Auslandsaufenthalts wurde er von der Zentralen Wahlkommission abgelehnt. Seither unterstützte er den Präsidenten Sergei Bagapsch bis zu dessen Tod.
Am 14. Februar 2005 wurde Ankwab von Sergei Bagapsch zum Premierminister des Landes ernannt. Am 28. Februar 2005 überlebte Ankwab ein Attentat. Sein Auto wurde bei der Einfahrt nach Sochumi nahe dem Dorf Atschadara von 17 Kugeln getroffen. Ankwab blieb unverletzt, weil er nicht in seinem Auto saß, sondern in dem des Vize-Premierministers. Er machte die organisierte Kriminalität in Abchasien dafür verantwortlich. Sie sei mit seiner Steuergesetzgebung nicht einverstanden gewesen.
Im Wahlkampf zur Präsidentschaftswahl 2009 trat er an der Seite von Präsident Bagapsch als Kandidat für das Amt des Vizepräsidenten an, welches er auch erlangte. Im Zusammenhang damit wurde er am 12. November 2009 durch einen Erlass des Präsidenten von seinen Pflichten als Regierungschef entbunden. Die Amtsgeschäfte übergab er an seinen Stellvertreter Leonid Lakerbaja.
Am 23. Oktober 2010 beschossen Unbekannte das Haus von Ankwab mit Granatwerfern. Ankwab wurde bei dem Anschlag leicht verletzt.
Einige Tage vor dem Tod des schwer kranken Sergei Bagapsch am 29. Mai 2011 übernahm Alexander Ankwab die Amtsgeschäfte als Präsident. Bei der vorgezogenen Präsidentschaftswahl am 26. August 2011 erhielt Ankwab bei einer Wahlbeteiligung von rund 70 Prozent knapp 55 Prozent der Stimmen und wurde somit ohne Stichwahl im Amt des Präsidenten bestätigt.
Am frühen Morgen des 22. Februar 2012 wurde ein weiterer (der sechste) Anschlag auf Präsident Ankwab verübt, als er sich mit seinem Wagen und einem Begleitfahrzeug auf dem Weg von seinem Wohnsitz im Kreis Gudauta in die Hauptstadt Sochumi befand. Bei dem Bombenanschlag wurde ein Leibwächter getötet, zwei weitere Begleiter wurden schwer verletzt, Ankwab selbst überlebte das Attentat unbeschadet. Erst nach mehrwöchiger Suche der Behörden konnten Mitte April sechs Verdächtige festgenommen werden. Mehrere von ihnen, darunter der ehemalige Innenminister Aslambei Ktschatsch, begingen entweder bei der Festnahme oder in der Haft Selbstmord.
Am 27. Mai 2014 kam es in Sochumi zu Massenprotesten der Opposition gegen Ankwab. Laut Medienberichten forderten mehrere Tausend Demonstranten den Rücktritt des Präsidenten und drangen in den Präsidentenpalast ein. Dort hatten zu dieser Zeit Verhandlungen zwischen dem Präsidenten und Vertretern der Opposition, darunter Raul Chadschimba, stattgefunden. Neben einem selbstherrlichen Regierungsstil wurde Ankwab vorgeworfen, zu wenig für die Entwicklung einer ökonomischen Eigenständigkeit des Landes zu tun, das hohe Unterstützungszahlungen aus dem benachbarten Russland erhält. Ankwab suchte daraufhin Zuflucht auf der russischen Militärbasis bei Gudauta. Am 31. Mai erklärte ihn das Parlament auf einer Sondersitzung für amtsunfähig und setzte Parlamentspräsident Waleri Bganba als kommissarisches Staatsoberhaupt ein. Als Termin für eine Neuwahl des Staatsoberhaupts wurde der 24. August 2014 beschlossen. Anhänger Ankwabs wie Premierminister Leonid Lakerbaja bezeichneten das Vorgehen des Parlaments als verfassungswidrig. Am 1. Juni erklärte Ankwab seinerseits seinen Rücktritt vom Präsidentenamt.
Unter der Präsidentschaft von Aslan Bschania wurde er am 24. April 2020 erneut zum Ministerpräsidenten ernannt.

## Politisches Profil
Ankwab gilt als relativ zurückhaltend gegenüber den Medien. Wiederholt kündigte er ein scharfes Vorgehen gegen die Korruption an. Einige der Mordanschläge gegen Ankwab werden mit diesem Engagement in Verbindung gebracht. Im Wahlkampf warb Ankwab unter anderem mit einer Verbesserung der medizinischen Versorgung, sowie einem Wiederaufbau der Landwirtschaft und des Tourismus in Abchasien. Er plante die Unterzeichnung eines Friedensabkommens mit Georgien.
Seine Wahl im Jahr 2011 wurde von internationalen Beobachtern als weitgehend frei und demokratischen Grundsätzen entsprechend gewertet.